# Lomaso
Lomaso é uma comuna italiana da região do Trentino-Alto Ádige, província de Trento, com cerca de 1.408 habitantes. Estende-se por uma área de 41 km², tendo uma densidade populacional de 34 hab/km². Faz fronteira com San Lorenzo in Banale, Stenico, Dorsino, Calavino, Bleggio Inferiore, Dro, Fiavè, Arco, Tenno.